# Raphitoma philberti
Raphitoma philberti là một loài ốc biển, là động vật thân mềm chân bụng sống ở biển thuộc họ Conidae.